# Coccobius donatellae
Coccobius donatellae är en stekelart som beskrevs av Pedata och Evans 1997. Coccobius donatellae ingår i släktet Coccobius och familjen växtlussteklar. Inga underarter finns listade i Catalogue of Life.